# Monte Dzerzhínskaya
El Monte Dzerzhínskaya (en bielorruso: Гара Дзяржынская; en ruso: Гора́ Дзержи́нская) es el punto más alto de Bielorrusia, situada en la Cadena Bielorrusa. La colina tiene 345 m s. n. m. y se encuentra al oeste de Minsk, cerca de Dzyarzhynsk, en el pueblo de Skírmantava. El nombre original de la colina fue Svyataya Hará (Святая гара, Monte sagrado). En 1958, la colina fue rebautizada como Hará Dzyarzhýnskaya, en memoria de Félix Dzerzhinski, el fundador de la Cheka.